# アントニオ・デ・オリベイラ・フィーリョ
カレッカ (Careca)ことアントニオ・デ・オリヴェイラ・フィーリョ (Antonio de Oliveira Filho、1960年10月5日 - ）は、ブラジルのサッカー選手。日本では、カレカとも表記される。ちなみにカレカは禿げ頭の意味。禿げてもいない彼がこの名で呼ばれる理由は、彼がファンだったコメディアン、カレッキーニャに由来する。

## クラブ経歴

### ブラジル時代
1976年にグアラニのユースに加入した。翌1977年、16歳でトップチームの一員となる。1978年にトップでのデビューを飾り、この年、チームに初のタイトルをもたらすなど、ファンのアイドル的な選手となった。1983年に移籍したサンパウロでは、2度目のボーラ・ジ・プラッタを獲得するなど、ブラジルを代表するFWに成長した。サンパウロでの4年間、191試合で115得点を挙げた。1984年にはインテルが獲得に動いたが残留した。

### ナポリ
1987年からプレーしたナポリでは、ディエゴ・マラドーナらと共にナポリの黄金時代を築き、マラドーナ、ジョルダーノ、カレカの頭文字を合わせてマジカトリオを形成した。特にマラドーナとはいいコンビネーションを見せ、その後も続く良好な関係を築いた。
1987-88シーズン、ユヴェントス、レアル・マドリードも獲得に動いたが、ディエゴ・マラドーナと共にプレーすることを希望して、ナポリに加入。デビュ―戦となった、コッパ・イタリアのグループリーグ初戦のモデナ戦でゴールを決めるデビューを飾った。以降デビューから4試合で4試合連続ゴールを決めた。セリエA初ゴールはデビュー2戦目、10月11日のペスカーラ戦。このシーズンのUEFAチャンピオンズカップでは、ベスト16でレアル・マドリードと対戦、怪我で1stレグを欠場したこともあって敗退した。
1988-89シーズン、11月20日のユベントス戦ではハットトリックの活躍、このシーズンはリーグ戦で19得点を決め、得点ランキング1位のアルド・セレーナと3ゴール差で、ランク2位となった。UEFAカップでは大会最多の6ゴールで大会の優勝、準決勝のバイエルン・ミュンヘン戦第1戦では1ゴール、第2戦では2ゴールを決め、決勝のシュトゥットガルト戦第1戦でゴールを決め、第2戦では1ゴール1アシストを決めてチームに優勝をもたらした。この頃ACミランから好条件のオファーを受けたが、マラドーナとの良好な関係から、残留することを選択した。
1989-1990シーズン、優勝のかかるボローニャ戦では、1ゴール1アシストを決めるなど、リーグ戦では、22試合で10得点を決め、セリエA制覇に貢献。1990-91シーズン終盤、マラドーナが薬物使用で退団した後もナポリに残った。
1991-92シーズンは15ゴールを決め、セリエAで4位につけるなど、チームに貢献していた。1992-93シーズンは1993年4月4日ACミラン戦では1ゴール1アシストを記録したが、様々な怪我を抱え、リーグ戦24試合で7得点に終わった。契約期間終了によりナポリを退団、スペインやフランスのクラブからのオファーを検討していたが、ブラジルへ帰国してのプレーを考えていた。

### 柏レイソル
1992年の時点では「Jリーグが成功していると感じられる状態でなければ、Jリーグのチームには移籍しないだろう。」と話していた。1993年、ガンバ大阪と契約間近であったがゼ・セルジオからの誘いを受けたこと、自身のみならず長女も日本の文化に興味を持っていたこともあり、来季のJ1加入が認められるか不明な中、Jリーグの昇格を目指していたレイソルに加入した。レイソル入団を決意するにあたり、Jリーグへの昇格を目指すレイソルでのプレーに集中するため、CBF(ブラジルサッカー協会)に正式に代表からの引退を申し入れた。しかし実際にチームに来てみると、プロとしての環境が整っていないこと、選手たちのプロとしての姿勢がなっていないこと、フロントがサッカーを理解していないことに愕然とし、ミニゲームであっても勝利にこだわる意識をチームに浸透させるなど、プロとしての姿勢を示すと共に、フロントに様々な要求をしていった。Jリーグカップでの決勝トーナメント進出(ベスト4入り)すればJリーグ加盟承認されるという条件の中、デビュー2戦目9月14日のサンフレッチェ広島戦で移籍後初ゴールを含む2ゴールを記録し、4-3での勝利に貢献、10月9日の鹿島アントラーズ戦、最終節のジェフ市原戦でも決勝ゴールを決め勝利に貢献、6試合で4ゴールを挙げたが、チームは得失点差で決勝トーナメント進出を逃し、Jリーグへの加盟は認められなかった。これにより退団も取りざたされた。加入前、確実に来季はJリーグでプレー出来ると想定していたことから、移籍も考えたが、11月の終わり頃、ゼ・セルジオやチームに在籍していたブラジル人プレーヤーたちと話し合った結果、残留を決めた。
1994年、JFLで19ゴールを決める活躍で、柏レイソルのJリーグ昇格に貢献した。開幕戦のNTT関東との対戦で決勝ゴールを奪うと、5月8日の甲府クラブ戦、5月12日の富士通戦、5月15日のセレッソ大阪戦と3試合連続ゴールを奪い、6月9日のNEC山形戦では4ゴールを決めた。9月18日、昇格を争うライバル、藤枝ブルックス戦で決勝ゴールをアシスト、昇格をかけて厳しい戦いが続く中、10月5日のPJM戦で退場処分となり3試合の出場停止処分を受け、大切な時期に最終節まで出場出来なくなった。最終節、第30節のNTT関東との試合では決勝ゴールを決め勝利をもたらし、2位を確定させ、Jリーグに昇格した。この試合のことを「ワールドカップの決勝で勝つよりも大事だと、一年間の全てを賭け、全身全霊をつぎ込んだ。」と後に話した。同年8月7日、JFLオールスターゲームにEASTから出場、1ゴールを決めた。
1995年、1stステージ、4月5日、第6節名古屋グランパス戦でJリーグ初ゴールを決めた。その後は怪我で欠場することも多かったが、2ndステージ、9月13日、第9節ジェフ市原戦でのゴールは、レイソルのJリーグにおけるチーム通算50点目のメモリアルゴールとなった。第17節の横浜マリノス戦では2ゴールを決め、第20節名古屋グランパス戦、第22節鹿島アントラーズ戦でもゴールを決め、怪我に苦しみながらも年間10ゴールと、一定の活躍をした。Jリーグカップでは準決勝まで進出したが、ヴェルディ川崎に1-2と破れ決勝進出はならなかった。
1996年、怪我で多くの試合を欠場、第25節のセレッソ大阪戦で戦列に復帰、第27節の清水エスパルス戦でゴールを決めたが、その後は欠場して、1996年11月9日の第30節のベルマーレ平塚とのホーム最終試合でプレーしゴールを決め、(2020年8月現在、36歳1ヶ月4日で出場したこの試合での出場とゴールは、共にチームの最年長記録である。)その試合を最後にレイソルを退団。J1では35試合12ゴール、リーグカップでは13試合8ゴールの成績を残した。
在籍中は1995年にJリーグオールスターサッカーに選出された。1998年にはラモス瑠偉の引退試合に、読売ラモスオールスターズの一員として出場した。

### その後
その後、父親の希望でサントスで半年だけプレーした、1998年に自らカンピーナスFCを設立し、短期プレー、退後は同クラブの監督も務めた。2005年にイングランドのノンリーグのクラブであるガーフォース・タウンと契約し、1試合だけ現役復帰した。

## 代表経歴
1982年3月21日、西ドイツとのフレンドリーマッチでブラジル代表デビュー。セレソンのストライカーとしての活躍を期待されていたが、1982年、スペインW杯へと向かう4日前に怪我で離脱。ワールドカップ後、初の試合となった1983年4月28日のチリ戦で代表初得点を挙げた。
1986年メキシコ大会ではグループステージのアルジェリアとの試合で1点、北アイルランドとの試合で2ゴールを決め、決勝トーナメント1回戦ポーランドとの試合、準々決勝戦フランスとの試合でそれぞれ1ゴール、計5ゴールを決める活躍であったが、得点王には1点届かず、また準々決勝戦でフランスの前に敗れ、ブラジル代表は優勝を逃した。
1990年大会にも出場、初戦のスウェーデン戦で2ゴールの活躍をしたが、その後は無得点、チームも決勝トーナメント1回戦でアルゼンチンに敗れ早々に姿を消した。
1993年の USカップでは3試合で2ゴールを決め、1994 FIFAワールドカップ・南米予選にも出場したが、8月1日のベネズエラ戦に出場した後、本大会まで数ヶ月と迫る中、様々な理由から自ら代表でのキャリアに終止符を打った。代表通算62試合30ゴール。

## 人物
ストライカーに必要な全ての要素をもっていた選手で、フィジカルが強く、得点パターンが豊富で、利き足は右足だが、右足だけでなく、左足でも、頭でも多くの得点を奪った。
レイソル在籍時、大物ながら、決して偉そうにするところは無く、堅苦しいところもなく、人間味があり、ジーコの様に選手の私生活に口を出したり、味方がミスをしても怒ったりすることは無かったという。
1985年12月にミズノと契約を結ぶ。ブラジル代表のスター選手が日本のメーカーとの契約が大反響を呼び、翌1986年のワールドカップにてミズノのサッカースパイク「モレリア」を着用していた。ミズノからは、カレカの名を冠したスパイクが多数発売された。カレッカによれば、ナポリでチームメイトだったディエゴ・マラドーナもカレッカが使用していたモレリアを気に入ったが、当時はプーマと契約していたため試合で履くわけにもいかず、練習でメーカー名やモデル名を隠してこっそり使用したこともあったという。

## 個人成績
| 国内大会個人成績 | 国内大会個人成績 | 国内大会個人成績 | 国内大会個人成績 | 国内大会個人成績             | 国内大会個人成績 | 国内大会個人成績 | 国内大会個人成績 | 国内大会個人成績 | 国内大会個人成績 | 国内大会個人成績 | 国内大会個人成績 |
| 年度             | クラブ           | 背番号           | リーグ           | リーグ戦                     | リーグ戦         | リーグ杯         | リーグ杯         | オープン杯       | オープン杯       | 期間通算         | 期間通算         |
| 年度             | クラブ           | 背番号           | リーグ           | 出場                         | 得点             | 出場             | 得点             | 出場             | 得点             | 出場             | 得点             |
| ブラジル         | ブラジル         | ブラジル         | ブラジル         | リーグ戦                     | リーグ戦         | ブラジル杯       | ブラジル杯       | オープン杯       | オープン杯       | 期間通算         | 期間通算         |
| ---------------- | ---------------- | ---------------- | ---------------- | ---------------------------- | ---------------- | ---------------- | ---------------- | ---------------- | ---------------- | ---------------- | ---------------- |
| 1976             | グアラニ         |                  |                  |                              |                  |                  |                  |                  |                  |                  |                  |
| 1977             | グアラニ         |                  |                  |                              |                  |                  |                  |                  |                  |                  |                  |
| 1978             | グアラニ         |                  |                  |                              |                  |                  |                  |                  |                  |                  |                  |
| 1979             | グアラニ         |                  |                  |                              |                  |                  |                  |                  |                  |                  |                  |
| 1980             | グアラニ         |                  |                  |                              |                  |                  |                  |                  |                  |                  |                  |
| 1981             | グアラニ         |                  |                  |                              |                  |                  |                  |                  |                  |                  |                  |
| 1982             | グアラニ         |                  |                  |                              |                  |                  |                  |                  |                  |                  |                  |
| 1983             | サンパウロ       |                  |                  |                              |                  |                  |                  |                  |                  |                  |                  |
| 1984             | サンパウロ       |                  |                  |                              |                  |                  |                  |                  |                  |                  |                  |
| 1985             | サンパウロ       |                  |                  |                              |                  |                  |                  |                  |                  |                  |                  |
| 1986             | サンパウロ       |                  |                  | 31                           | 25               |                  |                  |                  |                  |                  |                  |
| 1987             | サンパウロ       |                  |                  | 1                            | 0                |                  |                  |                  |                  |                  |                  |
| イタリア         | イタリア         | イタリア         | イタリア         | リーグ戦                     | リーグ戦         | イタリア杯       | イタリア杯       | オープン杯       | オープン杯       | 期間通算         | 期間通算         |
| 1987-88          | ナポリ           |                  |                  | 26                           | 13               | 7                | 5                | 1                | 0                | 34               | 18               |
| 1988-89          | ナポリ           |                  |                  | 30                           | 19               | 10               | 2                | 12               | 6                | 52               | 27               |
| 1989-90          | ナポリ           |                  |                  | 22                           | 10               | 1                | 0                | 6                | 1                | 29               | 11               |
| 1990-91          | ナポリ           |                  |                  | 29                           | 9                | 6                | 1                | 2                | 0                | 38               | 12               |
| 1991-92          | ナポリ           |                  |                  | 33                           | 15               | 4                | 2                |                  |                  | 37               | 17               |
| 1992-93          | ナポリ           |                  |                  | 24                           | 7                | 3                | 3                |                  |                  | 31               | 10               |
| 日本             | 日本             | 日本             | 日本             | リーグ戦                     | リーグ戦         | リーグ杯         | リーグ杯         | 天皇杯           | 天皇杯           | 期間通算         | 期間通算         |
| 1993             | 柏               |                  | 旧JFL1部         | -                            | -                | 6                | 4                | 1                | 1                | 7                | 5                |
| 1994             | 柏               | 9                | 旧JFL            | 25                           | 19               | 1                | 1                | 0                | 0                | 26               | 20               |
| 1995             | 柏               | -                | J                | 30                           | 10               | -                | -                | 0                | 0                | 30               | 10               |
| 1996             | 柏               | -                | J                | 5                            | 2                | 6                | 3                | 0                | 0                | 11               | 5                |
| ブラジル         | ブラジル         | ブラジル         | ブラジル         | リーグ戦                     | リーグ戦         | ブラジル杯       | ブラジル杯       | オープン杯       | オープン杯       | 期間通算         | 期間通算         |
| 1997             | サントス         |                  |                  | 9                            | 2                |                  |                  |                  |                  |                  |                  |
| 1998             | カンピナス       |                  |                  |                              |                  |                  |                  |                  |                  |                  |                  |
| 1999             | サンジョゼ       |                  |                  |                              |                  |                  |                  |                  |                  |                  |                  |
| 通算             | ブラジル         | ブラジル         |                  | \|\|\|\|\|\|\|\|\|\|\|\|\|\| |                  |                  |                  |                  |                  |                  |                  |
| 通算             | イタリア         | イタリア         |                  | \|\|\|\|\|\|\|\|\|\|\|\|\|\| |                  |                  |                  |                  |                  |                  |                  |
| 通算             | 日本             | 日本             | J                | 35                           | 12               | 6                | 3                | 0                | 0                | 41               | 15               |
| 通算             | 日本             | 日本             | 旧JFL1部         | 25                           | 19               | 7                | 5                | 1                | 1                | 33               | 25               |
| 総通算           | 総通算           | 総通算           | 総通算           | \|\|\|\|\|\|\|\|\|\|\|\|\|\| |                  |                  |                  |                  |                  |                  |                  |

## 代表歴

### 試合数
- 国際Aマッチ 60試合 28得点（1982年-1993年）[35]

| ブラジル代表 | 国際Aマッチ | 国際Aマッチ |
| 年           | 出場        | 得点        |
| ------------ | ----------- | ----------- |
| 1982         | 4           | 0           |
| 1983         | 11          | 5           |
| 1984         | 0           | 0           |
| 1985         | 7           | 3           |
| 1986         | 11          | 7           |
| 1987         | 4           | 2           |
| 1988         | 0           | 0           |
| 1989         | 6           | 6           |
| 1990         | 7           | 3           |
| 1991         | 1           | 0           |
| 1992         | 2           | 0           |
| 1993         | 7           | 2           |
| 通算         | 60          | 28          |

## タイトル
- 1986年 ボーラ・ジ・オーロ
- 1986年 ブラジル全国選手権得点王, 南米年間ベストイレブン
- 1985年 サンパウロ州選手権得点王
- 1989年 UEFAカップ優勝
- 1989-90年 セリエA優勝